# 市村龍
市村 龍（いちむら りょう、1990年1月10日 - ）は、日本のタレント。東京都出身。身長174cm、体重57kg、靴のサイズ27.5cm、血液型A型。東京都立芝商業高等学校卒業。

## 来歴・人物
第19回ジュノン・スーパーボーイ・コンテストのファイナリスト。ドイツ系のハーフ。
趣味は髪型研究、軟式テニス、サッカー観戦。

## 出演

### 映画
- 天まで上がれ!（2007年） 小川裕也 役
- M（2007年）

| スタブアイコン | サブスタブ | この項目は、まだ閲覧者の調べものの参照としては役立たない、俳優（男優・女優）に関連した書きかけの項目です。この項目を加筆・訂正などしてくださる協力者を求めています（P:映画/PJ芸能人）。 |